# Marsz ukraińskich nacjonalistów
„Marsz ukraińskich nacjonalistów” (ukr. Марш українських націоналістів trb. Marsz ukrajinśkych nacionalistiw trl. Marš ukraïns′kih nacìonalìstìv), także „Marsz Nowej Armii” (ukr. Марш Нової Армії trb. Marsz Nowoji Armiji trl. Marš Novoï Armìï) – ukraińska pieśń patriotyczna, która pierwotnie była oficjalnym hymnem Organizacji Ukraińskich Nacjonalistów (OUN) i Ukraińskiej Powstańczej Armii (UPA). Znana jest również po pierwszym wersie „Zrodyłyś my wełykoji hodyny” (ukr. Зродились ми великої години, tłum. Urodziliśmy się w wielkiej godzinie – tu w znaczeniu: w ważnym czasie). Pieśń, napisana przez Ołesia Babija do muzyki Omelana Nyżankiwskiego w 1929 roku, została oficjalnie przyjęta przez kierownictwo OUN w 1932 roku. Utwór jest często określany jako pieśń patriotyczna czasów powstania i ukraińska pieśń ludowa. Do dziś powszechnie wykonywany, zwłaszcza podczas wydarzeń upamiętniających Ukraińską Powstańczą Armię oraz przez organizacje nacjonalistyczne.

## Geneza

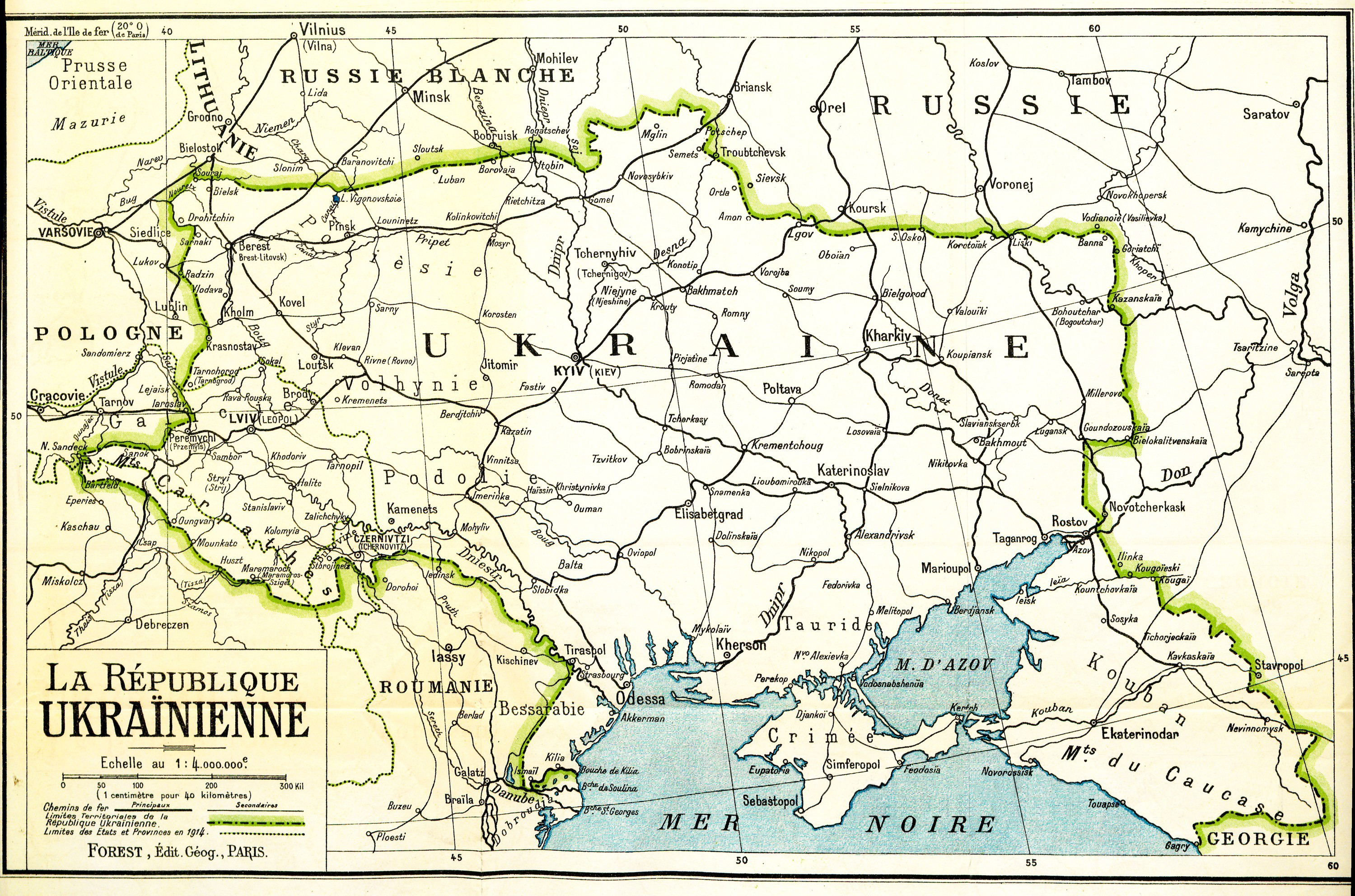
Mapa przedstawiająca maksymalne roszczenia terytorialne Ukraińskiej Republiki Ludowej na początku 1919 roku, rozciągające się od Sanu w dzisiejszej Polsce do Kubania obok gór Kaukazu w dzisiejszej południowej Rosji (jak to jest wspomniane w pieśni)

W 1919 r. wraz z zakończeniem wojny polsko-ukraińskiej, która doprowadziła do aneksji ziem Zachodnioukraińskiej Republiki Ludowej przez państwo polskie, wielu byłych przywódców republiki ukraińskiej zostało wygnanych. W miarę jak w okresie międzywojennym nasiliły się prześladowania Ukraińców ze strony polskich władz, wielu z nich (a zwłaszcza młodzież, która odczuwała, iż nie ma przyszłości dla Ukraińców) straciło wiarę w tradycyjny sposób pojmowania praworządności, w starszyznę, w zachodnie demokracje, które postrzegano jako zdrajców, odwracających się plecami wobec sprawy ukraińskiej. Ten okres rozczarowania zbiegł się w czasie ze wzrostem poparcia dla Organizacji Ukraińskich Nacjonalistów. Szacuje się, że do początku II wojny światowej OUN liczyła 20 tys. aktywnych członków i wielokrotnie więcej sympatyków. Pieśń została napisana w 1929 roku, w toku tych procesów polityczno-społecznych i przyjęta za hymn OUN przez jej kierownictwo 3 lata później.
Marsz ukraińskich nacjonalistów jest napisany i wykonywany jako marsz wojskowy oraz jako wezwanie do broni. Pierwszy werset pieśni mówi o „bólu utraty Ukrainy”, nawiązując do krótkotrwałej niepodległości Ukraińskiej Republiki Ludowej w latach 1917–1921. Republika została podzielona między Związek Radziecki i II Rzeczpospolitą. Utwór wspomina również popularne ukraińskie motto narodowe „zjednoczone państwo ukraińskie... od Sanu aż po Kaukaz”. Jest to zgodne z ówczesnym postrzeganiem granic Ukrainy przez ukraińskich działaczy narodowych, wedle której, zachodnia granica Ukrainy przebiega nad rzeką San, we współczesnej Ukrainie zachodniej i południowo-wschodniej Polsce, a jej wschodnia granica na Kaukazie, w dzisiejszej południowej Rosji.

## Współczesność
Marsz ukraińskich nacjonalistów ponownie zdobywa popularność po 2014 roku z powodu rozpoczęcia wojny w Donbasie i rosnącej popularności ruchów nacjonalistycznych na Ukrainie. Pod koniec 2017 roku w serwisie YouTube pojawiło się uroczyste wykonanie tej pieśni (o nieco zmienionym tekście) zatytułowane Marsz Nowej Armii (ukr. Марш Нової Армії, Marsz Nowoji Armiji). Za oprawę muzyczną odpowiada orkiestra wojskowa Pułku Prezydenckiego pod batutą Mychajło Rjabokonia, a za wokal popularni artyści ukraińskiej sceny rozrywkowej: Serhij Fomenko z zespołu Mandry, Iwan Łenio z grupy Kozak System, Taras Czubaj, wokalista Płacz Jeremiji, Taras Kompanczenko z zespołu Chorea Kozacka, Serhij Wasyljuk z grupy Tiń Soncja, Ołeh Skrypka, lider zespołu Wopli Widoplasowa i pomysłodawca projektu oraz Serhij Tanczyneć, wokalista grupy Bez Obmeżeń. W teledysku do nowego wykonania hymnu OUN uczestniczy Kompania Reprezentacyjna Sił Zbrojnych Ukrainy, wykonująca skomplikowany układ paradno-marszowy. Pieśń wykonuje także Zoriana Konowalec, była wolontariusza Pułku „Azow”, znana ze skrajnie nacjonalistycznych i otwarcie antypolskich poglądów. Środowisko kresowe związane z portalem Kresy.pl skrytykowało te działania i uznało rosnącą popularność pieśni za nawrót i gloryfikację zbrodniczej ideologii ukraińskiego nacjonalizmu we współczesnej Ukrainie.